# 한지선 (판화가)
한지선(1961년 12월 20일 ~ )은 대한민국의 판화가이다.

## 학력
- 1978년 ~ 1980년 중앙여자고등학교 (졸업)
- 1980년 ~ 1984년 홍익대학교 판화과 (졸업)
- 1984년 ~ 1987년 홍익대학교 대학원 회화과 (졸업)